# Nguyễn Chân
Nguyễn Chân (1929–2021) là một kỹ sư mỏ và chính khách Việt Nam, từng giữ chức Bộ trưởng Bộ Mỏ và Than Việt Nam, Đại biểu Quốc hội Việt Nam khóa IV, VII.

## Thân thế
Ông sinh ngày 30 tháng 12 năm 1929 ở làng Thị Cầu, huyện Võ Giàng, tỉnh Bắc Ninh, nay là phường Thị Cầu, thành phố Bắc Ninh. Năm 1950, ông theo học ở Trường Kỹ nghệ Thực hành Huế cùng với nhiều đồng chí sau này như Phan Ngọc Tường, Trần Lum.

## Sự nghiệp
Trong thời kỳ chống Pháp, ông từng hoạt động trong ngành Tài chính ở ATK.
Ngày 22 tháng 9 năm 1965, Viện Nghiên cứu Thiết kế mỏ (Viện Mỏ) thuộc Tổng Công ty than Quảng Ninh được thành lập. Ông là Viện phó, đứng đầu là Viện trưởng Nguyễn Thanh Quế. Về chuyên môn, ông từng giữ các chức vụ Phó Tổng Giám đốc Công ty Than Hòn Gai, Viện trưởng Viện Nghiên cứu Thiết kế mỏ.
Năm 1971, ông trúng cử Đại biểu Quốc hội khóa IV, là Ủy viên Ủy ban Kế hoạch và Ngân sách của Quốc hội. Ông còn là Ủy viên Ủy ban Xây dựng cơ bản Nhà nước (tồn tại 1979–1989).
Ngày 22 tháng 1 năm 1981, Quốc hội tách Bộ Điện và Than thành Bộ Điện lực và Bộ Mỏ và Than. Ông được bổ nhiệm giữ chức vụ Bộ trưởng Bộ Mỏ và Than. Tháng 6, ông trúng cử Đại biểu Quốc hội khóa VII. Tháng 3 năm 1982, tại Đại hội V của Đảng, ông được bầu làm Ủy viên dự khuyết Ban Chấp hành Trung ương.
Ngày 30 tháng 6 năm 1986, ông được Quốc hội thôi chức vụ Bộ trưởng để làm nhiệm vụ khác.

## Sau nghỉ hưu
Sau khi nghỉ hưu, ông vẫn quan tâm và đưa ra quan điểm về những dự án khai thác khoáng sản gây nhiều tranh cãi như việc thí nghiệm khai thác bể than đồng bằng sông Hồng, dự án khai thác bô xít ở Tây Nguyên, dự án khai thác sắt ở Thạch Khê.
Về bể than sông Hồng, ông cho rằng việc khai thác là có triển vọng nếu theo phương án khí hóa than: Tuy nhiên, tôi đã kiến nghị TKV thử nghiệm ở bể than đồng bằng sông Hồng, vừa tiến hành thử tại các giếng than ở Quảng Ninh đã khai thác lâu năm, hiện còn than ở dưới sâu sẽ không phải đầu tư lớn. Nếu thành công, trữ lượng từ Phả Lại cho đến hết các khu vực ở Quảng Ninh là không hề nhỏ.
Về dự án bô xít, ông cho rằng khó có thể dừng nhà máy, nhưng "không nên xuất khẩu mà cần sản xuất cầm chừng và tích lũy lại sau này có điều kiện sẽ làm nhôm", vì nếu xuất khẩu vừa lỗ vừa phải đầu tư lớn cho tuyến đường vận chuyển.
Về mỏ Thạch Khê, ông nói: Tỉnh Hà Tĩnh chắc qua vụ Formosa đã tỉnh ngộ. Không biết những người phản đối bây giờ có ai trong nhóm Võ Kim Cự trước đây không? Dù sao cũng là một tín hiệu đáng mừng. Chính phủ cũng "ngấm đòn Formosa" chắc chắn sẽ ủng hộ thôi. Tuy nhiên, TKV đã bỏ ra khá nhiều tiền, sẽ xoay xở ra sao?
Ông mất ngày 27 tháng 2 năm 2021, an táng tại nghĩa trang Mai Dịch (Hà Nội).

## Tặng thưởng
- Huân chương Độc lập hạng Nhì
- Huy hiệu 70 năm tuổi Đảng